# Wake Up Dead Man: A Knives Out Mystery
Puñales por la espalda: De entre los muertos (título original en inglés: Wake Up Dead Man: A Knives Out Mystery) es una próxima película de misterio y suspenso estadounidense que es la tercera parte de la serie de películas Knives Out, tras Knives Out (2019) y Glass Onion: A Knives Out Mystery (2022). Escrita y dirigida por Rian Johnson y protagonizada por Daniel Craig, quien repite su papel como el detective Benoit Blanc.
La película se estrenara en Netflix el 12 de diciembre de 2025.

## Reparto
- Daniel Craig como el detective Benoit Blanc
- Josh O'Connor como el reverendo Jud Duplenticy
- Glenn Close como Martha Delacroix
- Josh Brolin como monseñor Jefferson Wicks
- Mila Kunis como Geraldine Scott, jefa de policía
- Jeremy Renner como el Dr. Nat Sharp
- Kerry Washington como Vera Draven
- Andrew Scott como Lee Ross
- Cailee Spaeny como Simone Vivane
- Daryl McCormack como Cy Draven
- Thomas Haden Church como Samson Holt

## Sinopsis
Blanc deberá lidiar con el misterio definitivo: una resurrección milagrosa de características aparentemente sobrenaturales, frente a la que sin embargo el detective cree que hay algo más terrenal involucrado.

## Producción

### Desarrollo
Después del estreno de Knives Out (2019), Rian Johnson dijo que le gustaría crear varias secuelas con el detective Benoit Blanc investigando más misterios y que ya tenía una idea para una nueva película. El 31 de marzo de 2021, Netflix compró los derechos para emitir dos secuelas de Knives Out por alrededor de 450 millones de dólares.

### Guion
En junio de 2022, Johnson reveló que Knives Out 3 era un título provisional con la intención de que cada película tuviera un título distinto, citando las obras de Agatha Christie como su inspiración para las películas y los títulos individuales. En noviembre de 2022, dijo que se estaba preparando para trabajar en el guion de la tercera película. En enero de 2023, confirmó que había comenzado a escribir el guion de la tercera película, afirmando que será tonal y temáticamente diferente a las películas anteriores de la saga. Johnson declaró más tarde que, aunque había aprobado el subtítulo de A Knives Out Mystery para la película anterior, le gustaría cambiar el nombre de la serie y agregar A Benoit Blanc Mystery como subtítulos para futuras secuelas.
En octubre de 2023, tras la resolución de la huelga del Sindicato de Guionistas de 2023, Johnson anunció que había comenzado a trabajar en el guion de la tercera película. El cineasta afirmó que tiene la premisa planeada, el escenario y que solo era cuestión de escribirla nuevamente.

### Selección del reparto
Se esperaba que Daniel Craig retomara su papel al principio del desarrollo de la producción; reconoció el interés en regresar desde el principio del desarrollo del proyecto. Craig recibió 100 millones de dólares por su participación en la película. En mayo de 2024, Josh O'Connor, Cailee Spaeny, Andrew Scott, Kerry Washington, Glenn Close, Jeremy Renner, Mila Kunis, y Daryl McCormack se unieron al elenco protagonista. En junio de 2024 se anunció que Josh Brolin y Thomas Haden Church se habían unido al reparto de la película.

### Rodaje
|              | Rian Johnson | Twitter |
| @rianjohnson |              |         |

             en inglés: Yyyyy estamos listos! Hoy es el día 1 de rodaje del próximo misterio de Benoit Blanc, 'Wake Up Dead Man'. Nos vemos en el otro lado.

        10 de junio de 2024

El 10 de junio de 2024, el director y guionista de la película, Rian Johnson, anunció en su cuenta oficial de X (antigua Twitter) el inicio del rodaje de la película en Londres. Que finalizó el 17 de agosto.

## Estreno
Se espera que Wake Up Dead Man: A Knives Out Mystery se estrene en Netflix el 12 de diciembre de 2025.

## Futuro
En septiembre de 2022, Johnson confirmó su intención de hacer más películas de la serie. Más tarde ese mismo mes, Craig y Johnson dijeron por separado que continuarían haciendo más películas, siempre y cuando ambos estuvieran involucrados en el proyecto.